# Fritz London
Fritz London, född 7 mars 1900 i Breslau, Tyskland, död 30 mars 1954 i Durham, North Carolina, USA, var en tyskfödd amerikansk teoretisk fysiker, som emigrerade till USA 1939. Han är i första hand känd för sina bidrag till teorierna kring kemisk bindning och intermolekylära krafter.
Tillsammans med sin bror Heinz London gav han betydande bidrag till att förstå supraledares elektromagnetiska egenskaper genom Londons ekvationer och nominerades till Nobelpriset i kemi vid fem olika tillfällen.

## Biografi
London var son till Franz London. Eftersom han var jude förlorade han sin plats vid universitetet i Berlin efter att Hitlers nazistparti antog 1933 års raslagar. Han fick gästplatser i England och Frankrike men emigrerade till USA 1939, där han blev naturaliserad medborgare 1945. Senare i livet var London professor vid Duke University. Han tilldelades Lorentzmedaljen 1953. Han dog av en hjärtsjukdom i Durham, North Carolina, 1954.

## Vetenskapligt arbete
Londons tidiga arbete tillsammans med Walter Heitler om kemisk bindning behandlas nu i alla moderna läroböcker om fysikalisk kemi. Denna artikel var den första som korrekt förklarade bindningen i en homonukleär molekyl som H2. Det är ingen slump att Heitler–London-arbetet dök upp kort efter införandet av kvantmekaniken av Heisenberg och Schrödinger, eftersom kvantmekaniken var avgörande i deras förklaring av den kovalenta bindningen. En annan nödvändig ingrediens var insikten om att elektroner inte går att särskilja, vilket uttrycks i Pauliprincipen.
Andra tidiga arbeten av London handlade om området intermolekylära krafter. Han myntade uttrycket "spridningseffekt" för attraktionen mellan två ädelgasatomer på stort (säg ungefär 1 nanometer ) avstånd från varandra. Nuförtiden kallas denna attraktion ofta för "London-kraft". År 1930 gav han, tillsammans med R. Eisenschitz, en enhetlig behandling av samspelet mellan två ädelgasatomer som attraherar varandra på stort avstånd, men stöter bort varandra på korta avstånd. Eisenschitz och London visade att denna repulsion är en konsekvens av att den elektroniska vågfunktionen tvingas vara antisymmetrisk under elektronpermutationer. Denna antisymmetri krävs av Pauli-principen och det faktum att elektroner är fermioner.
För atomer och opolära molekyler är Londons dispersionskraft den enda intermolekylära kraften och är en förutsättning för deras existens i flytande och fasta tillstånd. För polära molekyler är denna kraft en del av van der Waals-kraften, tillsammans med krafter mellan de permanenta molekylära dipolmomenten.
London var den första teoretiska fysikern som gjorde det grundläggande, och vid den tiden kontroversiella, antagandet att superfluiditet är i sig relaterat till Einstein-kondenseringen av bosoner, ett fenomen som nu är känt som Bose–Einstein-kondensering. Bose insåg att statistiken för masslösa fotoner också kunde tillämpas på massiva partiklar, men han bidrog inte till teorin om bosonernas kondensation.
London var också en av de tidiga författarna, såsom Schrödinger, som riktigt hade förstått principen om lokal mätinvarians (Weyl) i samband med den då nya kvantmekaniken.
London förutspådde effekten av flödeskvantisering i supraledare och postulerade, tillsammans med sin bror Heinz att supraledares elektrodynamik beskrivs av ett massivt fält. Det vill säga att medan magnetiskt flöde drivs ut från en supraledare, sker detta exponentiellt över en ändlig längd med en exponent som nu kallas Londons penetrationsdjup.

## Utmärkelser och hedersbetygelser
- Lorentzmedaljen,  1953
- Medlem av American Physical Society

[Redigera Wikidata]
John Bardeen, tvåfaldig vinnare av Nobelpriset i fysik, bildade en donationsfond "för att föreviga minnet av Fritz London, som framstående vetenskapsman och medlem av Duke-fakulteten från 1939 till tiden för hans död 1954, och för att främja forskning och förståelse i fysik vid Duke University och i det bredare forskarsamhället". Fonden ska användas för att garantera Fritz London Memorial Prize, som ges som ett erkännande för framstående bidrag inom lågtemperaturfysik, samt ge stöd till London Memorial Lectures vid Duke University.